# Nemanič
Nemanič je priimek več znanih Slovencev: 
- Davorin Nemanič (1850—1929), jezikoslovec, filolog, gimnazijski profesor
- Ivan Nemanič (1931—2021), filmski arhivar in publicist
- Julij Nemanič (*1938), agronom in enolog
- Klemen Nemanič (*1996), nogometaš
- Marija Nemanič (1923), ljudska pesnica
- Martina Nemanič, doc. mag. Fakulteta za dizajn
- Miha Nemanič, glasbenik "Same babe"
- Rok Nemanič - Nemo, trobentač in pevec Balkan Boys
- Uroš Nemanič, bobnar
- Vincenc Nemanič (*1958), fizik (IJS)